# Schwarzenberg (Hergatz)

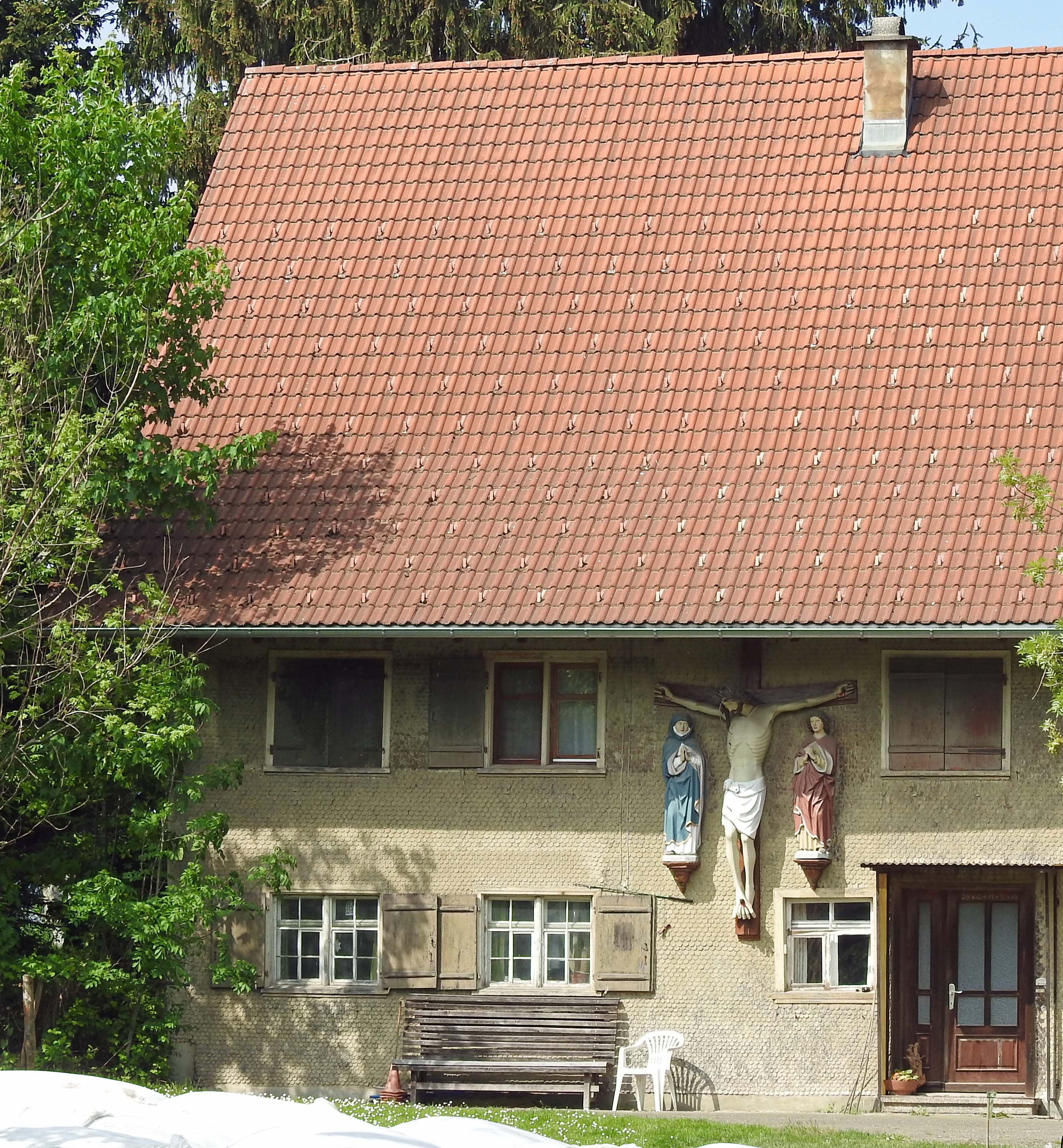
Baudenkmal in Schwarzenberg

Schwarzenberg (westallgäuerisch: Schwarzəberg) ist ein Gemeindeteil der Gemeinde Hergatz im bayerisch-schwäbischen Landkreis Lindau (Bodensee).

## Geographie
Das Dorf liegt circa drei Kilometer nordöstlich des Hauptorts Hergatz und es ist Teil der Region Westallgäu. Schwarzenberg grenzt im Norden direkt an den Stadtrand von Wangen im Allgäu. Durch den Ort fließt der Schwarzenbach, der in die Obere Argen mündet.

## Ortsname
Der Name leitet sich vermutlich vom Weiher Schwazensee südwestlich des Ortes ab, dessen Moorwasser schwarz gefärbt ist.

## Geschichte
Schwarzenberg wurde urkundlich erstmals im Jahr 1382 als „Swarzenberg“ erwähnt. Im Jahr 1818 wurden drei Wohngebäude in Schwarzenberg gezählt.

## Baudenkmäler
Siehe: Liste der Baudenkmäler in Schwarzenberg